# Аксис (Алабама)
Аксис (енгл. Axis) насељено је место без административног статуса у америчкој савезној држави Алабама.

## Демографија
По попису из 2010. године број становника је 757.
| Група             | 2000.    | 2010.       |
| Белци             | 0 (0,0%) | 500 (66,1%) |
| Афроамериканци    | 0 (0,0%) | 204 (26,9%) |
| Азијати           | 0 (0,0%) | 1 (0,1%)    |
| Хиспаноамериканци | 0 (0,0%) | 7 (0,9%)    |
| Укупно            | 0        | 757         |